# Berberis dumicola
Berberis dumicola är en berberisväxtart som beskrevs av Camillo Karl Schneider. Berberis dumicola ingår i släktet berberisar, och familjen berberisväxter. Inga underarter finns listade i Catalogue of Life.